# Ralph Waldo Ellison
Ralph Waldo Ellison (Oklahoma City, 1º marzo 1914 – New York, 16 aprile 1994) è stato uno scrittore, saggista e critico musicale statunitense, chiamato in questo modo dal padre in onore di Ralph Waldo Emerson.
La fama di Ellison si deve al suo romanzo intitolato Invisible Man (Uomo invisibile) che nel 1953 vinse il National Book Award. Nel 1964 scrisse Shadow and Act, una raccolta di saggi politici, sociali e critici e nel 1986 Going to the Territory. Ricerche fatte da Lawrence Jackson, uno dei biografi di Ellison, hanno permesso di stabilire che era nato un anno prima di quanto si pensasse.

## Biografia

### Primi anni di vita
Ellison nacque a Oklahoma City il 1º marzo 1914. Il padre di Ellison era un piccolo imprenditore e caposquadra edile e morì quando Ralph aveva tre anni. Molti anni più tardi Ellison scoprì che la speranza di suo padre era che, crescendo, egli diventasse un poeta. Durante gli anni della giovinezza Ralph si appassionò alla musica e studiò il pianoforte e la tromba.

### Gli studi
Nel 1933 entrò al Tuskegee Institute grazie ad una borsa di studio per studiare musica. Il dipartimento di musica del Tuskegee, guidato dal direttore Charles L. Dawson, era forse il più rinomato della scuola. Il coro del Tuskegee era stato invitato ad esibirsi in molti prestigiosi teatri di tutto il mondo, tra cui il Radio City Music Hall di New York. Ellison ebbe anche la fortuna di studiare sotto la stretta tutela del maestro di pianoforte Hazel Harrison. Anche se principalmente nelle classi che frequentava studiava musica, trascorreva molto tempo in biblioteca dedicandosi alla lettura sia degli autori classici che di quelli moderni. In particolare in seguito citò la lettura de La terra desolata di T. S. Eliot come uno dei momenti per lui più illuminanti.

### New York
Dopo il terzo anno di studi Ellison si trasferì a New York per guadagnare il denaro necessario a mantenersi durante l'ultimo anno. Decise di studiare scultura e fece conoscenza con l'artista Romare Bearden. Probabilmente il più importante contatto fu quello con lo scrittore Richard Wright con il quale ebbe un lungo e complicato rapporto. Dopo che Ellison scrisse una recensione per un libro di Wright, questi lo incoraggiò a tentare la carriera dello scrittore e in particolare di narrativa. La prima storia scritta e pubblicata da Ellison fu un racconto breve intitolato Hymie's Bull, ispirato ad un lungo giro in treno con lo zio per arrivare a Tuskegee. Dal 1937 al 1944 Ellison scrisse una ventina di racconti brevi e articoli che vennero pubblicati su riviste come New Challenge e New Masses.
Durante la seconda guerra mondiale Ellison prestò servizio nella marina mercantile e nel 1946 sposò la sua seconda moglie, Fanny McConnell, che aiutò finanziariamente il marito mentre scriveva recensioni, e lavorò come fotografa durante il periodo dal 1947 al 1952, durante il quale Ellison passò quasi tutto il tempo dedicandosi alla stesura dell'Uomo invisibile. Aiutò il marito anche battendo a macchina il suo manoscritto e facendo delle correzioni man mano che il lavoro progrediva.

### Gli scritti, i premi, le varie attività

#### L'Uomo invisibile
Nel 1953 Ellison esordì con il suo primo romanzo, Invisible Man (tradotto in italiano e pubblicato dall'editore Einaudi con il titolo Uomo invisibile), che lo fece conoscere al pubblico e che gli valse il "National Book Award". Il romanzo affronta il tema della ricerca da parte dell'uomo della propria identità e del suo posto nella società visto dalla prospettiva di un afroamericano senza nome nella città di New York degli anni 1940.
Al contrario dei suoi contemporanei, come Richard Wright e James Baldwin, Ellison ha creato personaggi calmi, educati, eloquenti e coscienti di se stessi. Attraverso il protagonista, Ellison esplora le differenze tra il razzismo del Nord e quello del Sud e il loro effetto alienante. Il narratore è invisibile in senso figurato in quanto la gente rifiuta di vederlo e per questo egli prova un senso di dissociazione.
Il romanzo affronta questioni considerate tabù, come l'incesto, la percezione distorta da parte dell'America bianca della sessualità nera e, in politica, il comunismo in anni di maccartismo. 
Vinse il National Book Award nel 1953.

#### Il viaggio in Europa e il primo saggio
Nel 1955 Ellison si recò all'estero facendo un viaggio in Europa e tenendo diverse lezioni prima di stabilirsi per un certo periodo a Roma, in Italia, dove scrisse un saggio che apparve nel 1957 nell'antologia della Bantam Books intitolata A New Southern Harvest.

#### Il ritorno negli Stati Uniti e l'inizio del romanzoJuneteenth
Nel 1958 ritornò negli Stati Uniti dove insegnò letteratura americana e russa al Bard College ed iniziò la stesura di un secondo romanzo, Juneteenth.
Nel corso degli anni 1950 tenne una fitta corrispondenza con lo scrittore Albert Murray, suo amico per tutta la vita. In queste lettere i due commentano lo sviluppo delle loro carriere, del movimento per i diritti civili e di altri interessi comuni tra cui il jazz. Molto di questo materiale è stato pubblicato nel 2000 nella raccolta Trading Twelves.

#### Shadow And Act
Nel 1964 Ellison pubblicò Shadow And Act, una raccolta di saggi, e cominciò ad insegnare alla Rutgers University e a Yale mentre continuava a lavorare a Juneteenth.
L'anno seguente, in un'indagine fatta tra 200 importanti figure dell'ambiente letterario, Invisible Man fu giudicato il più importante romanzo pubblicato dalla seconda guerra mondiale in poi.
Nel 1967 la casa di Ellison a Plainfield, nel Massachusetts, fu distrutta da un incendio, e lo scrittore sostenne che in quella circostanza erano andate distrutte 300 pagine del manoscritto del suo secondo romanzo.
Ellison, che era un perfezionista per quanto riguardava l'arte del romanzo, nell'accettare il National Book Award per Invisible man disse che sentiva di aver fatto il tentativo di un grande romanzo e che, nonostante il premio, era insoddisfatto del libro. Ellison finì per scrivere oltre 2000 pagine di questo secondo romanzo, la maggior parte prima del 1959, ma non lo terminò mai. Continuò a ricevere importanti riconoscimenti per il suo lavoro scrivendo saggi sulla sua esperienza di nero e sul suo amore per la musica jazz.

#### I premi e gli incarichi
Nel 1969 ricevette la Medaglia presidenziale della libertà e l'anno successivo fu nominato in Francia cavaliere dell'Ordre des Arts et des Lettres; divenne membro permanente del corpo docente presso l'Università di New York mantenendo la carica di Albert Schweitzer Professor of Humanities dal 1970 al 1980.
Nel 1975 Ellison venne eletto alla American Academy of Arts and Letters e la sua città natale Oklahoma City lo onorò dedicandogli la "Biblioteca Ralph Waldo Ellison". Continuando ad insegnare, Ellison pubblicò per lo più saggi, e nel 1984, ricevette il New York City College's Langston Hughes Medallion al quale fece seguito, nel 1992, il premio speciale per i suoi conseguimenti da parte del Anisfield-Wolf Book Award.

#### Going to the Territory
Il 1976 vide la pubblicazione di Going to the Territory, una raccolta di diciassette saggi che includono approfondimenti di romanzieri del Sud, come William Faulkner e il suo amico Richard Wright, così come della musica di Duke Ellington e i contributi degli afroamericani alla creazione di un'identità nazionale americana.

#### Altre attività
Ellison fu anche un abile scultore, musicista, fotografo e docente di college. Insegnò al Bard College, alla Rutgers University del New Jersey, all'Università di Chicago e a quella di New York e fu socio fondatore della Fellowship of Southern Writers, un'associazione di scrittori del Sud.

#### La morte
Ralph Ellison morì di tumore al pancreas, il 16 aprile 1994, e fu sepolto a Washington Heights, un quartiere popolare di Manhattan, a New York. Sua moglie gli sopravvisse e morì il 19 novembre 2005.
Dopo la sua morte, sono stati scoperti nella sua casa altri manoscritti che nel 1996 sono stati raccolti in Flying Home: And Other Stories.

#### Pubblicazione postuma diJuneteenth
Nel 1999, cinque anni dopo la sua morte, il secondo romanzo, di Ellison, Juneteenth fu pubblicato a cura di John F. Callahan, professore del Lewis & Clark College ed esecutore letterario dello scrittore. Si tratta di un riassunto di 368 pagine delle oltre 2.000 che Ellison aveva scritto nell'arco di quarant'anni.
Tutti i manoscritti di questo romanzo incompleto sono stati poi pubblicati nel giugno 2008 dalla casa editrice "Random House" con il titolo di Three Days Before the Shooting.
Juneteenth è stato tradotto e pubblicato in Italia con il titolo Il giorno della libertà nel 2005.

## Opere

### Narrativa
- Invisible Man, Random House, 1952. 
  -  Uomo invisibile, traduzione di Carlo Fruttero e Luciano Gallino, Collana Supercoralli, Torino, Einaudi, 1956,  p. 545.
  -  Uomo invisibile, traduzione di Francesco Pacifico, Roma, Fandango Libri, 2021, ISBN 978-88-604-4707-4.
- Flying Home and Other Stories, Random House, 1996. [include il racconto A Party Down at the Square]
  -  Volo di ritorno, traduzione di Norman Gobetti, a cura di John F. Callahan, Collana I coralli n.196, Torino, Einaudi, 2004,  p. 159, ISBN 978-88-061-4695-5. [raccolta di 13 racconti scritti tra il 1937 e il 1954]
- Juneteenth, Random House, 1999.
  -  Il giorno della libertà. Juneteenth, traduzione di Maria Antonietta Saracino, Collana Supercoralli. Serie i classici contemporanei, Torino, Einaudi, 2003, ISBN 978-88-061-5497-4.
  -  Juneteenth, traduzione di Francesco Pacifico, a cura di J.F. Callahan, Roma, Fandango Libri, 2022, ISBN 978-88-604-4850-7.
- Three Days Before the Shooting..., Modern Library, 2010.

### Saggistica
- Shadow and Act, Random House, 1964.
- Going to the Territory, Random House, 1986.
- The Collected Essays of Ralph Ellison, Modern Library, 1995.
- Living with Music: Ralph Ellison's Jazz Writings, Modern Library, 2002.